# Dez
Dez (perz. دز) je rijeka duljine 515 km u jugozapadnom Iranu.
Izvor rijeke nalazi se na padinama Zagrosa kod mjesta Čahar Bora u pokrajini Luristan, a ušće joj je kod naselja Band-e Kir u Huzestanu. Ulijeva se u najvodonosniju iransku rijeku Karun, a ona u Arvand-Rud odnosno Perzijski zaljev. Istjek Deza kreće se između 140 m³/s tijekom sušnih mjeseci odnosno 610 m³/s u vrijeme proljeća, dok najveća pretpostavljena granica u poplavnom petogodišnjem razdoblju iznosi 4337 m³/s odnosno 9169 m³/s za tisuću godina. Površina porječja Deza je 21.720 km², najveći pritoci su joj Rud-e Marbore, Gohar-Rud, Bahtijari, Ab-e Rudbar, Bala-Rud, a najveći gradovi kroz koje protječe Borudžerd, Kešvar i Dezful.

## Brane
Na Dezu je podignuta velika lučna brana Dez (1963.), dok su u izgradnji i Rudbar-Luristan odnosno Bahtijari (najviša svjetska brana).